# George Engelmann

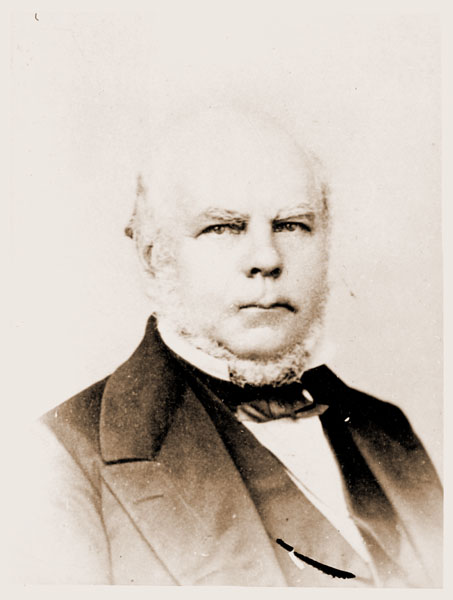
George Engelmann auf einer 1860 entstandenen Fotografie.

George Engelmann (* 2. Februar 1809 in Frankfurt am Main; † 4. Februar 1884 in St. Louis; eigentlich Georg Theodor Engelmann) war ein deutschamerikanischer Arzt und Botaniker, der hauptsächlich durch seine Erstbeschreibungen nordamerikanischer Kakteengewächse bekannt wurde. Sein offizielles botanisches Autorenkürzel lautet „Engelm.“
George Engelmann wurde 1831 mit einer Arbeit über Blütenfehlbildungen promoviert, die Johann Wolfgang von Goethes Interesse weckte. Auf Bitten seines Onkels Joseph Engelmann verließ er 1832 Deutschland, um in den Vereinigten Staaten die Möglichkeiten des Landkaufs zu erkunden. Drei Jahre später eröffnete Engelmann in St. Louis eine Arztpraxis, durch die er seinen Lebensunterhalt bestritt. Während der ersten Jahre seines Aufenthalts in den Vereinigten Staaten sammelte er zahlreiche Pflanzen, die er an den Botanischen Garten Berlin schickte. Durch diese Sammlungen wurde Asa Gray auf ihn aufmerksam. Gemeinsam ermutigten sie private Pflanzensammler, darunter Engelmanns ehemaligen Kommilitonen Ferdinand Lindheimer, zu Sammeltouren in die nordwestlich von St. Louis gelegenen, kaum erschlossenen Territorien und beschrieben gemeinsam zahlreiche neue Pflanzenarten.
Engelmanns erste eigenständige botanische Veröffentlichungen befassten sich mit der Gattung Seide (Cuscuta). Sein botanisches Hauptinteresse galt lange der Familie der Kakteengewächse. 1859 wurde sein umfangreich illustriertes Werk Cactaceae of the Boundary veröffentlicht, das einen Überblick aller bis dahin bekannten nordamerikanischen Kakteenarten gab. Später beschäftigte er sich mit Weinreben, Yuccas, Agaven, Brachsenkräutern und schrieb über die nordamerikanischen Eichen, Koniferen und Binsen.
Engelmann beriet Henry Shaw (1800–1889) bei der Anlage seines botanischen Gartens, aus dem später der Missouri Botanical Garden hervorging. 1856 gründete er mit Gleichgesinnten die Academy of Science of St. Louis, deren Präsident er viele Jahre war.

## Leben und Wirken

### Herkunft und Ausbildung

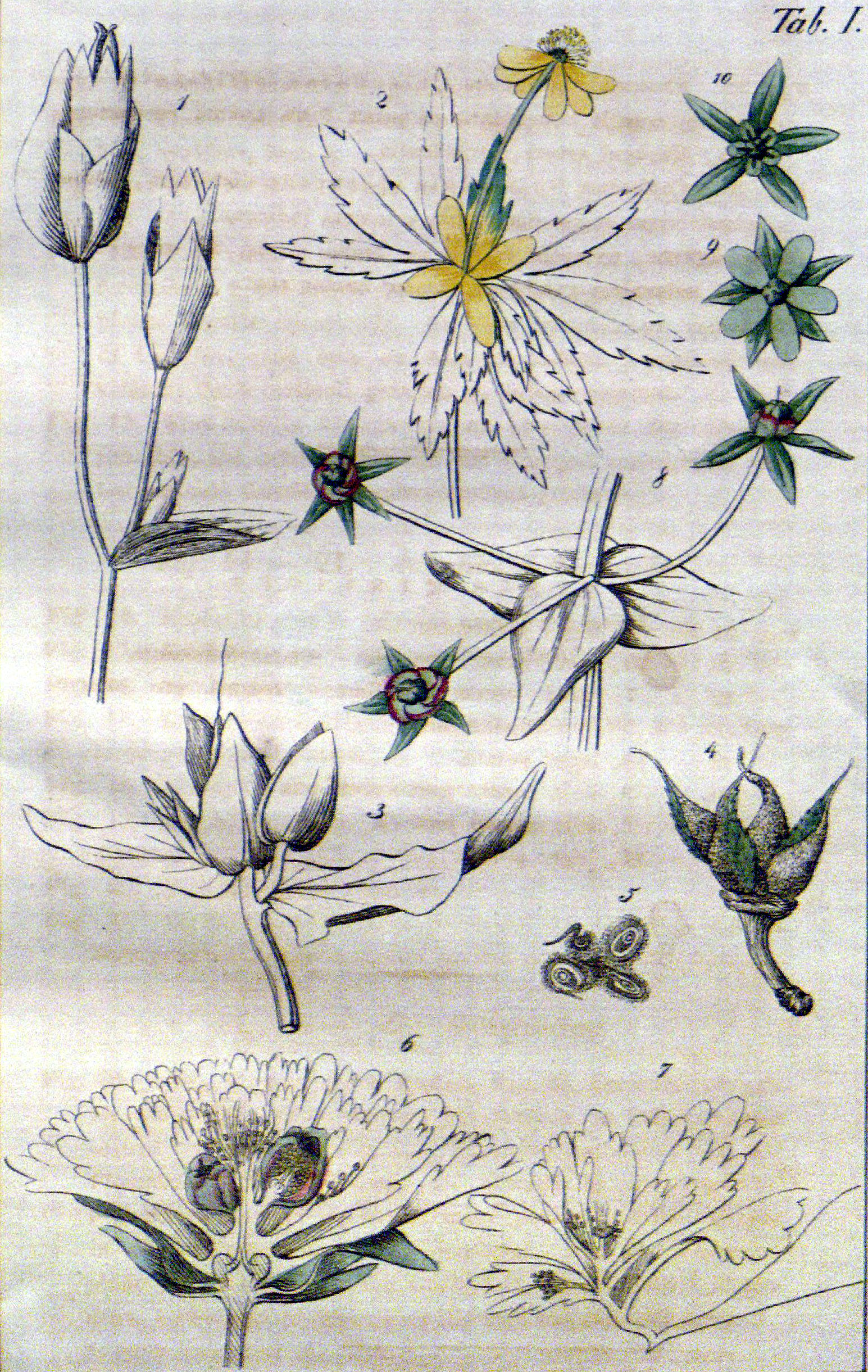
Die Zeichnungen und lithographischen Vorlagen für seine Dissertation De Antholysi Prodromus von 1831 fertigte Engelmann selbst an.

George Engelmann war das erste von 13 Kindern des Pädagogen Julius Bernhard Engelmann und von Julie Antonie May (1789–1865), einer Tochter des Malers Georg Oswald May. Sein Großvater väterlicherseits war der reformierte Theologe Theodore Erasmus Engelmann (1730–1802). George Engelmanns Vater hatte 1808 ein Erziehungsinstitut für Mädchen gegründet, in dem nach den Erziehungsmethoden Johann Heinrich Pestalozzis gelehrt wurde. Er gehörte außerdem zu den Mitbegründern des Senckenberg Naturmuseums und war Mitglied der Senckenbergischen Naturforschenden Gesellschaft. Bereits im Alter von 15 Jahren wurde George Engelmanns Interesse für Botanik geweckt, als er am Senckenberg-Institut an den vom Botaniker Johannes Becker (1769–1833) geleiteten botanischen Exkursionen teilnahm.
Ein Stipendium der Reformierten Kirche in Frankfurt ermöglichte es George Engelmann 1827 in Heidelberg ein Studium der Theologie aufzunehmen, das er jedoch schnell zugunsten eines Medizinstudiums aufgab. Zu seinen Mitstudenten gehörten Louis Agassiz, Karl Friedrich Schimper und Alexander Braun. Nach der Erstürmung des Heidelberger Karzers durch Burschenschafter am 14. August 1828 und dem darauffolgenden Auszug der Heidelberger Studenten nach Frankenthal begab sich George Engelmann im Herbst 1828 nach Berlin, wo er an der Friedrich-Wilhelms-Universität sein Studium fortsetzte. Zwei Jahre später wechselte er an die Universität Würzburg, an der Johann Lukas Schönlein lehrte. Dort verteidigte George Engelmann am 9. Juli 1831 seine Dissertation De Antholysi Prodromus (dt.: Über die Blütenlösung), eine botanische Schrift über die Teratologie an Blüten, und wurde mit dieser zum Doktor der Medizin promoviert. Auf Bitten seines Vaters sandte Marianne von Willemer im Februar 1832 ein Exemplar von George Engelmanns Dissertation an Johann Wolfgang von Goethe. Goethe, der sich selbst intensiv mit den Metamorphosen von Pflanzen beschäftigt hatte, äußerte sich kurz vor seinem Tod sehr interessiert und wollte mehr über die Lebensumstände des Autors erfahren.
1832 folgte George Engelmann seinen Studienfreunden Louis Agassiz und Alexander Braun nach Paris, um dort seine Kenntnisse zu vertiefen. Da zu dieser Zeit in Paris die Cholera grassierte, hielt er sich jedoch hauptsächlich in den Pariser Krankenhäusern auf. Am 10. Februar 1832 wurde George Engelmann Mitglied der Regensburgischen Botanischen Gesellschaft und am 29. August 1832 Ordentliches Mitglied der Senckenbergischen Naturforschenden Gesellschaft.

### Auswanderung in die Vereinigten Staaten
Im April 1832, kurz vor George Engelmanns Abreise nach Paris, kam es im Hause seines Onkels Joseph Engelmann in Wachenheim zu einem Treffen der Familien Engelmann, auf dem über eine Auswanderung in die Vereinigten Staaten beratschlagt wurde, ohne jedoch zu einem konkreten Ergebnis zu gelangen. Joseph Engelmann unterbreitete schließlich George Engelmann den Vorschlag, auf seine Kosten die Möglichkeiten des Ankaufs von Land in den Vereinigten Staaten zu erkunden. Im September 1832 schiffte George Engelmann sich in Bremen ein und kam im Dezember 1832 in Baltimore an.
Nach einem kurzen Aufenthalt in Philadelphia, wo er mit dem Botaniker Thomas Nuttall zusammentraf, reiste er wahrscheinlich mit dem Dampfschiff zunächst den Ohio River hinunter und dann den Mississippi River hinauf bis nach St. Louis in Missouri. Die nächsten sechs Monate lebte er 10 Meilen westlich von St. Louis bei einem Freund seines Onkels Joseph, wo er die Geologie und Flora der Umgebung studierte. Im Sommer 1833 traf Forstmeister Friedrich Theodor Engelmann (1779–1854), ein weiterer Onkel, mit seiner Frau und ihren neun Kindern ein. George Engelmann lieh diesem 600 Dollar seines Onkels Joseph, mit dem Friedrich Theodor Engelmann eine Farm zwanzig Meilen östlich von St. Louis im Shiloh Valley bei Belleville erwarb. George Engelmann zog mit auf die Farm und lebte dort unter anderem mit seinem Cousin Theodor Engelmann und Gustav Körner zusammen. Er zeichnete täglich die Lufttemperatur auf, präparierte Schlangenhäute, stopfte Vögel aus und vertrieb sich die Zeit mit der Jagd. Außerdem sammelte er Pflanzen, die er trocknete. Ende des Sommers 1833 schickte George Engelmann eine Sammlung von Samen an Georg Fresenius, den Leiter des Herbariums des Senckenberg-Institutes in Frankfurt am Main. Mit seinen Zimmergenossen diskutierte er ausgiebig über Kunst, Politik und Naturkunde. Eines ihrer Diskussionsthemen war der 1829 erschienene Bericht von Gottfried Duden über die Weststaaten von Nordamerika, der viele Deutsche zur Auswanderung bewogen hatte, jedoch zahlreiche falsche Darstellungen enthielt, beispielsweise über das angeblich milde Klima.
Als Arzt musste George Engelmann nur selten tätig werden. Lediglich 12 bis 15 der 70 bis 80 deutschen Auswanderer erkrankten innerhalb der ersten zwei Jahre seines Aufenthaltes. Ende 1834 oder Anfang 1835 siedelte er mit seinem Cousin Theodor nach St. Louis über, wo sie Ecke Second und Chestnut Streets ein kleines Haus bewohnten. Im schnell wachsenden St. Louis lebten zu diesem Zeitpunkt etwa 8300 Einwohner. Der Vorsatz Medizin zu praktizieren hielt nicht lange. George Engelmann dachte darüber nach, seine Erkundungen über den Bereich des mittleren Mississippi-Tals auszudehnen. Im Frühjahr 1835 brach er nach Arkansas und dem Indianerterritorium auf. Er verschmähte dabei die bekannte Route nach Little Rock und gelangte bis nach Fort Gibson. Einer der Orte, den er unterwegs aufsuchte, waren die heißen Quellen von Hot Springs. Im Herbst 1835 verlor er beim Durchqueren der vom Regen angeschwollenen Flüsse seine Sammlung und erkrankte vermutlich an Malaria. Durch die Hilfe einer afroamerikanischen Familie, die ihn eine Zeitlang pflegte, war er kräftig genug, um nach St. Louis zurückzukehren, wo ihn sein Cousin Theodor gesund pflegte.

### Etablierung als Arzt in St. Louis

Engelmanns Wohnhaus in St. Louis (Aufnahme von 1906)

Im Januar 1836 begann George Engelmann ernsthaft einer Tätigkeit als Arzt nachzugehen. Er schaltete im Anzeiger des Westens, einer deutschen Wochenzeitung, sechs Monate lang eine Anzeige, die ihm schließlich genug Patienten verschaffte, um seinen Lebensunterhalt von seiner Tätigkeit als Arzt zu bestreiten. Im Mai 1836 wurde er von seinen Kollegen in die Medical Society of Missouri aufgenommen.
Soweit seine Arbeit als praktizierender Arzt es erlaubte, widmete sich George Engelmann weiterhin seinen Naturstudien. Er beobachtete den Lauf und den Pegelstand des Mississippi. Er erweiterte seine meteorologischen Beobachtungen um die Messung von Luftdruck, Niederschlagsmenge und Luftfeuchtigkeit. Er notierte den Bewölkungsgrad sowie die Windverhältnisse. Ab Februar 1836 veröffentlichte George Engelmann seine wöchentlichen Temperaturmessungen im Anzeiger des Westens. Im Lauf des Jahres 1836 begann er sich regelmäßig mit Gleichgesinnten über naturhistorische Themen auszutauschen. Aus der St. Louis Association of Natural Sciences, wie sie ihre kleine Gemeinschaft nannten, ging im Februar 1837 die Western Academy of Natural Sciences hervor. Engelmann war für den Bereich Chemie und Mineralogie verantwortlich. Im Frühjahr 1837 reiste er ein zweites Mal für einige Wochen nach Arkansas, um im Auftrag einer Silberminengesellschaft Silbererz zu untersuchen, das sich jedoch für einen Abbau als zu wenig gehaltvoll erwies. Dies war für längere Zeit George Engelmanns letzte Exkursion.
Gemeinsam mit dem polnischen Hauptmann Carl Neyfeld gab George Engelmann 1837 die Zeitschrift Das Westland heraus, die als Reaktion auf Dudens Reisebericht von 1829 entstand und von seinem Onkel Joseph Engelmann in Heidelberg gedruckt wurde. In der nur drei Hefte umfassenden Zeitschrift schrieb George Engelmann über die deutsche Gemeinschaft bei Belleville, das Klima und die Geologie dieses Gebietes und seine Reise in die südlicher gelegenen Gebiete Missouri und Arkansas.
Um nach Deutschland reisen zu können, überließ George Engelmann im Herbst 1839 die Verantwortung für seine Praxis Friedrich Adolph Wislizenus. Am 11. Juni 1840 heiratete er in Kreuznach seine Cousine und langjährige Verlobte Dorothea Horstmann (1804–1879). Ihr einziges Kind war der Arzt Georg Julius Engelmann. Nach seiner Rückkehr betrieben George Engelmann und Friedrich Adolph Wislizenus die Praxis bis 1846 gemeinschaftlich.

### Botaniker am „Tor zum Westen“
Während seiner Europareise entdeckte Asa Gray 1840 im von Johann Friedrich Klotzsch geleiteten Herbarium des Botanischen Gartens Berlin zahlreiche von George Engelmann stammende Herbarbelege nordamerikanischer Pflanzen. Asa Gray und der mit ihm zusammenarbeitende John Torrey trafen George Engelmann erstmals auf dessen Rückreise aus Deutschland in New York. Zwischen ihnen entwickelte sich eine intensive Zusammenarbeit bei der Bearbeitung der nordamerikanischen Flora.
1842 veröffentlichte George Engelmann im American Journal of Science and Arts seine erste botanische Arbeit über die nordamerikanische Pflanzenwelt. In ihr befasste er sich mit der Gattung Seide (Cuscuta). In den Vereinigten Staaten war bis dahin lediglich das Vorkommen der Art Cuscuta americana bekannt. George Engelmann hatte in der Umgebung von St. Louis einige Arten der Gattung gefunden, die er in seinem Artikel zum ersten Mal beschrieb. Außerdem trennte er auf Grund seiner Untersuchungen die Gattung Lepidanche ab, die heute jedoch nicht mehr anerkannt wird. Dem Artikel folgten im darauffolgenden Jahr kleinere Ergänzungen und Korrekturen, die in verschiedenen Zeitschriften erschienen.
Für Asa Gray, der gemeinsam mit John Torrey an einer Flora von Nordamerika arbeitete, war George Engelmann am „Tor zum Westen“ der ideale Partner, um an neues Pflanzenmaterial zu gelangen. Engelmann sollte nach möglichen Pflanzensammlern Ausschau halten und diese unterweisen. Engelmann war sich bewusst, dass sich potentielle Pflanzensammler mit ihrer Tätigkeit ihren Lebensunterhalt sichern mussten, und er schlug Gray vor, die gesammelten Pflanzen zum Verkauf anzubieten. Gray war einverstanden und gab in Benjamin Sillimans Zeitschrift bekannt, dass sich Karl Andreas Geyer und Friedrich Lüders im Gebiet Rocky Mountains befänden und Ferdinand Lindheimer einige Jahre die Pflanzenwelt von Texas erforschen wolle. Abonnenten könnten die von ihnen gesammelten Pflanzen zu einem Preis von acht beziehungsweise zehn Dollar pro einhundert Stück erwerben. Um potentielle Käufer von der Qualität der Pflanzen zu überzeugen, hatte George Engelmann einen Katalog der Pflanzen angefertigt, die Karl Andreas Geyer zuvor in Illinois und Missouri gesammelt hatte. Karl Andreas Geyers und Friedrich Lüders Sammeltätigkeit war – aufgrund verschiedener Umstände – nicht sehr erfolgreich. Die von Ferdinand Lindheimer in Texas gesammelten Pflanzen beschrieben George Engelmann und Asa Gray 1845 und 1850 in zwei längeren Abhandlungen mit dem Titel Plantae Lindheimerianae.
Ein weiterer erfolgreicher Pflanzensammler, den George Engelmann in St. Louis engagierte, war August Fendler. August Fendler sammelte auf Anregung Asa Grays während des Mexikanisch-Amerikanischen Krieges einige Monate lang in der Umgebung von Santa Fe in New Mexico und kehrte mit reichhaltigem Material zurück, das 1848 in Plantae Fendlerianae beschrieben wurde.
Zwischen 1835 und 1847 sandte George Engelmann nach eigenen Aufzeichnungen 7900 Pflanzen nach Berlin, 2900 nach Sankt Petersburg und 900 an Asa Gray.

### Spezialist für nordamerikanische Kakteen

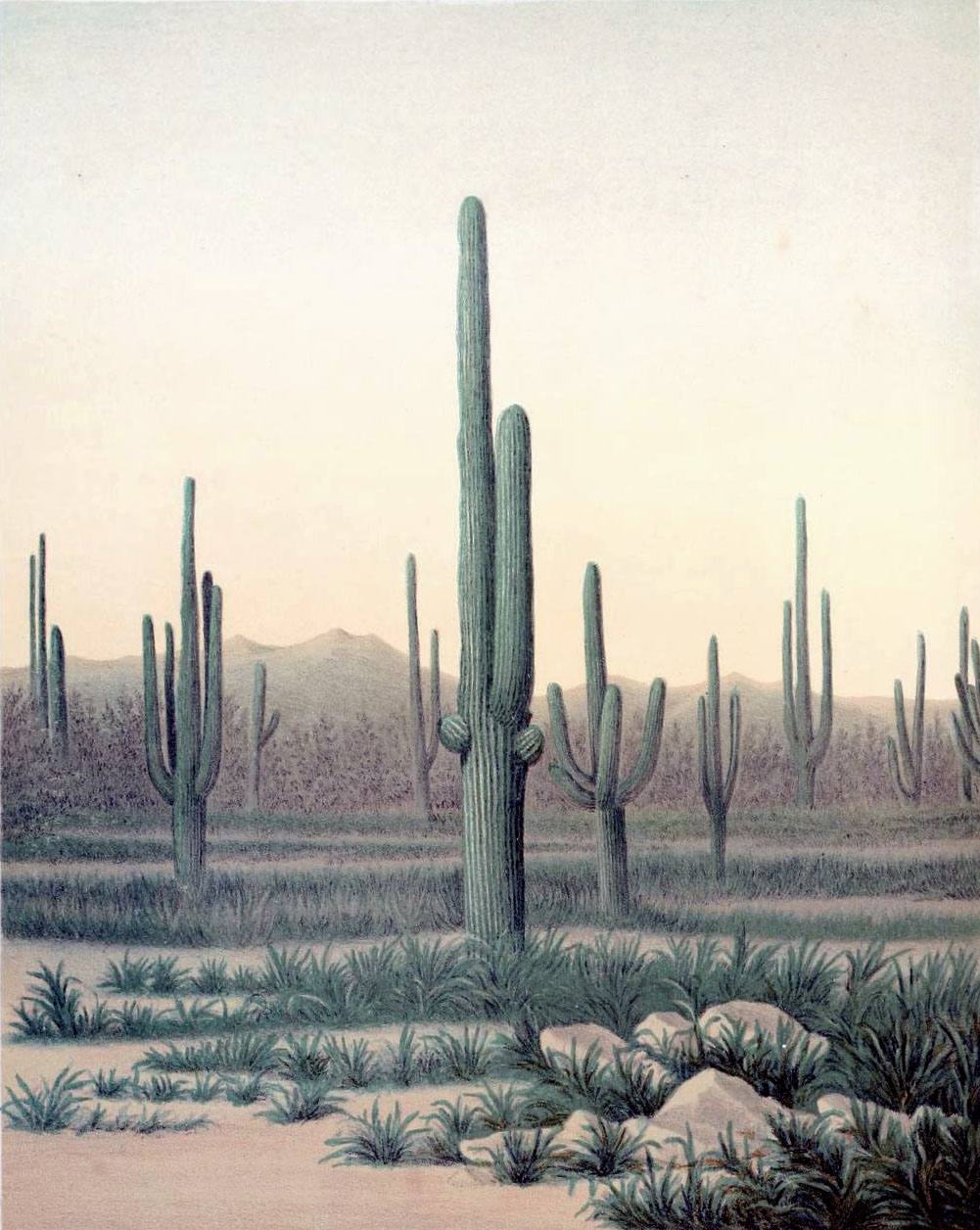
Diese Tafel mit der von Engelmann erstbeschriebenen Kakteenart Carnegiea gigantea ist unter den über 100 Tafeln in Engelmanns Werk mit Kakteenabbildungen die einzige kolorierte Tafel.

George Engelmanns Geschäftspartner Friedrich Adolph Wislizenus bereitete sich kurz vor dem Ausbruch des Mexikanisch-Amerikanischen Krieges auf eine wissenschaftliche Expedition vor, die ihn nach Nord-Mexiko und Oberkalifornien führen sollte. Über Santa Fe gelangte Wislizenus in Begleitung eines Händlers bis nach Chihuahua. Dort wurde er infolge der Kriegswirren für fast sechs Monate in der Stadt Cusihuiriachi festgesetzt. Den Rückweg nach St. Louis absolvierte Wislizenus als Arzt in der Kolonne von Oberst Alexander William Doniphan. Nach Wislizenus’ Rückkehr Anfang Juli 1847 übernahm Engelmann für dessen Reisebericht die Aufarbeitung der botanischen Sammlung. Diese Arbeit richtete George Engelmanns Aufmerksamkeit zum ersten Mal auf die Familie der Kakteengewächse. Er beschrieb darin die Kakteengattung Echinocereus mit zehn Arten sowie weitere zehn Arten aus den Gattungen Cereus, Echinocactus, Mammillaria und Opuntia. Für Oberst William Hemsley Emorys (1811–1887) Aufzeichnungen über eine Erkundungsmission, die 1846/1847 von Fort Leavenworth bis nach San Diego und zum Gila River führte, bearbeitete Engelmann ebenfalls die Kakteen. Nach Zeichnungen von J. M. Stanly beschrieb er drei Arten der Gattung Mammillaria und vier der Gattung Opuntia. Wichtigste Neuentdeckung dieser Mission war ein riesiger Säulenkaktus, für den Engelmann den Namen Cereus giganteus vorschlug. Engelmann fertigte für die Art eine provisorische Beschreibung an, der 1852 und 1854 überarbeitete Fassungen folgten. Heute wird Cereus giganteus als einzige Art in der Gattung Carnegiea geführt.
Nach dem Mexikanisch-Amerikanischen Krieg veränderte sich der Charakter der Erforschung des amerikanisch-mexikanischen Grenzgebietes. Die privaten Pflanzensammler wichen staatlich finanzierten Forschungsexpeditionen, die begannen, das unbekannte Territorium systematisch zu erschließen. Die für die Boundary Commission arbeitenden Pflanzensammler, darunter Charles Christopher Parry, George Thurber (1821–1890), Charles Wright, John Milton Bigelow und Arthur Schott (1814–1875), sandten die von ihnen gefundenen Kakteen direkt an Engelmann. Amiel Weeks Whipple (1816–1863) erkundete von 1853 bis 1854 die Möglichkeiten für eine transkontinentale Eisenbahnverbindung entlang des 35. Breitengrades, Joseph Christmas Ives (1828–1868) von 1857 bis 1858 den Colorado River und James Hervey Simpson (1813–1883) das Große Becken in Utah. Für die Berichte dieser Expeditionen beschrieb Engelmann ebenfalls die Kakteen.
Da der Druck der offiziellen Berichte der Boundary Commission sowie der Pacific Railroad Surveys noch einige Zeit in Anspruch nahm, entstand bei Engelmann der Wunsch, das bisherige Wissen über die Kakteenflora Nordamerikas zusammenzufassen und der Öffentlichkeit bekannt zu machen. Er fertigte Kurzbeschreibungen der Arten an und stellte sie gemeinsam mit den bereits bekannten Arten, die unter anderem auf die Sammeltätigkeit von Heinrich Poselger (1818–1883) und Auguste Adolphe Lucien Trécul (1818–1896) in Süd-Texas und Nord-Mexiko zurückgingen, in systematischer Form dar. Das Ergebnis veröffentlichte er 1856 unter dem Titel Synopsis of the Cactaceae of the Territory of the United States and Adjacent Regions (etwa Abriss über die Kakteen auf dem Gebiet der Vereinigten Staaten und angrenzender Gegenden). In seinem „Abriss“ unterteilte Engelmann die Habitate der nordamerikanischen Kakteen auf Grund ihrer geografischen Verteilung in acht verschiedene Gebiete.
1859 erschien der dreibändige Bericht der Boundary Commission, der die acht Jahre andauernden und von William Hemsley Emory geleiteten Vermessungsarbeiten im US-amerikanisch-mexikanischen Grenzgebiet dokumentierte. Der Bericht enthielt mit Cactaceae of the Boundary (etwa Kakteen an der Grenzlinie) Engelmanns bedeutendste Einzelarbeit. Den Text hatte Engelmann bereits 1856 fertiggestellt. Der Bericht war mit 75 ganzseitigen Zeichnungen illustriert, die Paulus Roetter angefertigt hatte.
Im November 1856 verließ George Engelmann St. Louis und begab sich mit seiner Familie an die Ostküste, wo er für einige Zeit in Asa Grays Herbarium arbeitete. Es folgte ein 15-monatiger Aufenthalt in Europa. Engelmann wollte in Europa die am 10. März 1856 gegründete Academy of Science of St. Louis bekannt machen, deren erster Präsident er war. Außerdem wollte er sich um die Fertigstellung der Lithografien für seine Monografie Cactaceae of the Boundary kümmern. Seine Reise in Europa führte ihn nach London, Paris, Genf, Neapel, Rom, Wien, Leipzig, Frankfurt und Berlin. In Deutschland war er Gast des Kakteenliebhabers Joseph zu Salm-Reifferscheidt-Dyck und traf sich 1857 in Berlin mit Alexander von Humboldt. In London weilte er bei William Jackson Hooker in dessen Royal Botanic Garden. Nach seiner Rückkehr informierte er die Mitglieder der Academy of Science of St. Louis Anfang September 1858 kurz über seinen Aufenthalt in Europa.

### Shaws Botanischer Garten
In einem Brief von Anfang April 1856 erwähnte Engelmann gegenüber Asa Gray erstmals den Engländer Henry Shaw (1800–1889). Shaw hatte sich 1819 in St. Louis niedergelassen und mit dem Handel von Eisenwaren sowie mit Im- und Exportgeschäften ein Vermögen verdient, das es ihm erlaubte, sich 1840 zur Ruhe zu setzen. Shaw kaufte große Ländereien westlich von St. Louis und beauftragte einen Architekten damit, ein Gutshaus darauf zu errichten. Das Tower Grove House genannte Gebäude wurde 1849 fertiggestellt, als Shaw in Europa weilte und dort unter anderem den Royal Botanic Garden in Kew sowie Chatsworth House besuchte. Die beiden botanischen Anlagen beeindruckten Shaw so sehr, dass er sich 1855 entschied, einen Teil seines Anwesens als botanischen Garten zu gestalten. Shaw bat William Jackson Hooker um Rat, der verwies ihn jedoch an George Engelmann. Engelmann überzeugte Shaw davon, in seinem botanischen Garten Räumlichkeiten für ein Herbarium und eine botanische Bibliothek zu schaffen. Shaw beauftragte Engelmann 1857, als dieser Europa bereiste, Bücher und Herbarien für das zukünftige botanische Museum anzukaufen. Ende Dezember 1857 verhandelte Engelmann in Leipzig mit den Erben von Johann Jakob Bernhardi über den Ankauf von dessen Herbarium. Für 600 Dollar erwarb Engelmann das über 62.000 Herbarbelege umfassende Herbarium Bernhardis, das über 40.000 Arten repräsentiert. 1859 wurde das botanische Museum fertiggestellt und Shaw’s Garden, der Vorläufer des Missouri Botanical Garden, der Öffentlichkeit zugänglich gemacht.

### Weiteres Wirken

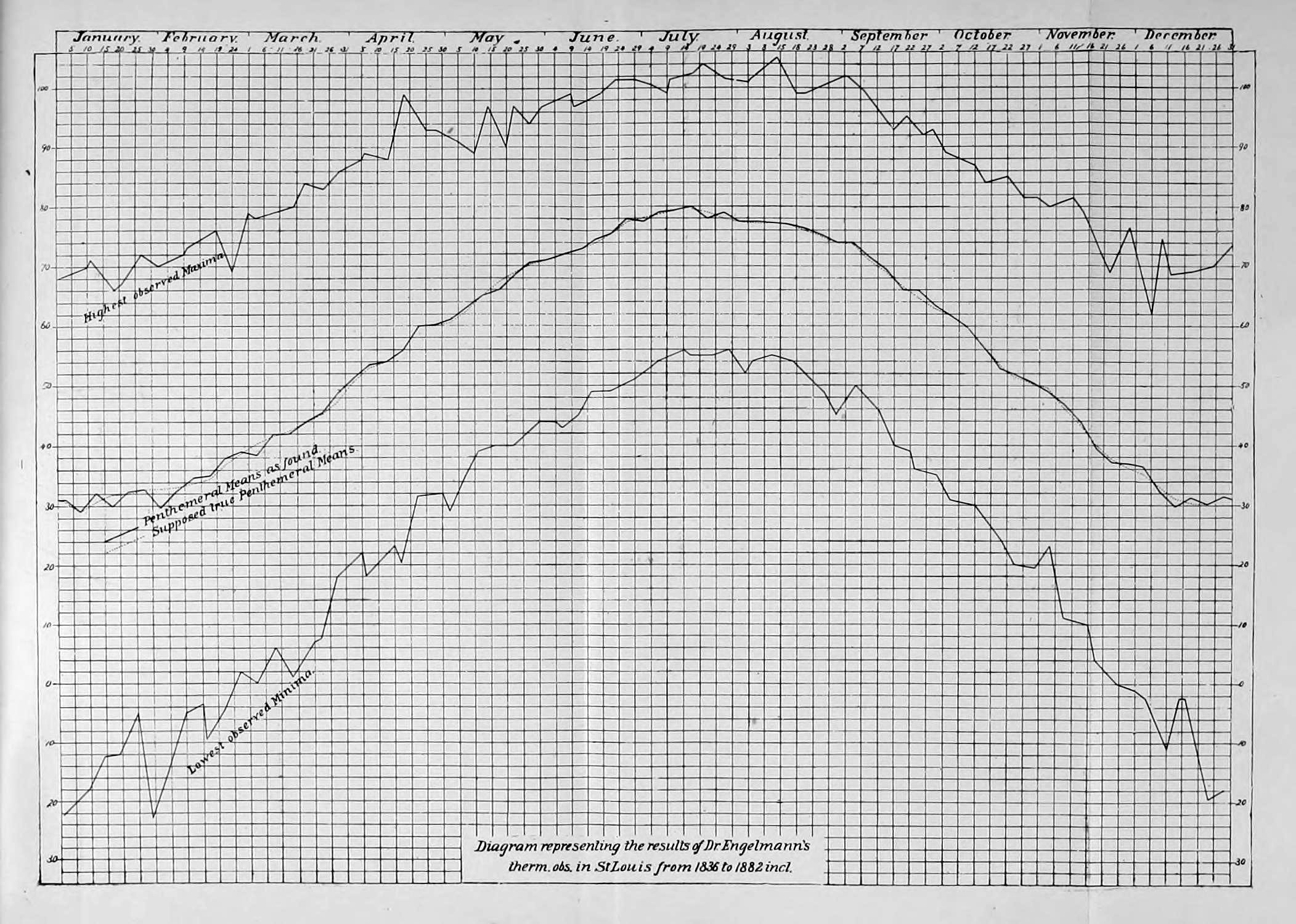
Das 1884 von Gustav Hambach (1835–1922) erstellte Klimadiagramm des jährlichen Temperaturverlaufs in St. Louis basiert auf den von 1836 bis 1882 von Engelmann gemessenen Werten.

Nach seiner Rückkehr aus Europa 1858 zog sich Engelmann aus dem Alltag seiner Arztpraxis mehr und mehr zurück, um seinen botanischen Forschungen nachgehen zu können. Seine nach 1860 verfassten botanischen Hauptwerke befassten sich mit den Weinreben (Vitis), den Yuccas und Agaven, den Brachsenkräutern (Isoetes), den Wolfsmilchgewächsen (Euphorbiaceae) und den Seidenpflanzengewächsen (Asclepiadaceae). Er verfasste Abhandlungen über Eichen (Quercus) sowie Koniferen und schrieb eine Revision der nordamerikanischen Binsen (Juncus).
Nach 1856 amtierte Engelmann nochmals von 1861 bis 1867, 1870 und von 1878 bis 1884 als Präsident der Academy of Science of St. Louis. 1868 kehrte Engelmann nach Deutschland zurück, wo er ein Jahr verbrachte, während sein Sohn an der Universität von Berlin studierte.
Ab 1870 unternahm Engelmann mehrere botanische Erkundungstouren. Zwei davon führten ihn in die Gebirgsregion von Colorado und New Mexico, eine weitere in das Gebiet des Lake Superior und noch eine weitere in das Indianerterritorium. Bei einer ausgedehnteren Tour bereiste er die Appalachen von Tennessee und North Carolina sowie später das Utah-Territorium. Nach dem Tod seiner Frau 1879 folgte Engelmann einer Einladung von Charles Sprague Sargent im Sommer 1880 die Regenwälder des pazifischen Nordwestens zu erforschen. Die Exkursion führte ihn durch die Rocky Mountains bis nach British Columbia. Auf dem Rückweg durchquerten sie in Arizona die Sonora-Wüste.
Im Jahr 1883 reiste Engelmann mit seinem Sohn und seiner Schwiegertochter zu einem Erholungsaufenthalt nach Deutschland, bei dem er in Kreuznach seine Schwestern besuchte. Er starb bald nach seiner Rückkehr am 4. Februar 1884 um 17:30 Uhr an den Folgen eines Herzleidens. Er wurde auf dem Bellefontaine Cemetery beigesetzt. Kurz vor seinem Tod veröffentlichte Engelmann in seiner letzten wissenschaftlichen Schrift die von ihm von 1836 bis 1882 gesammelten Daten über die Tagestemperaturen in St. Louis.

## Rezeption und Nachwirkung

### Auszeichnungen und Würdigung

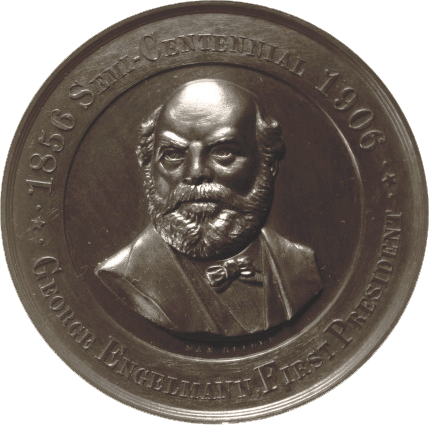
Die Academy of Science of St. Louis erinnerte 1906 anlässlich ihres 50-jährigen Bestehens mit dieser Bronzemedaille an ihren ersten Präsidenten.

George Engelmann war Mitglied, korrespondierendes Mitglied oder Ehrenmitglied zahlreicher wissenschaftlicher Akademien und Gelehrtengesellschaften. Hierzu zählten in den Vereinigten Staaten unter anderem die American Association of Geologists and Naturalists (2. April 1840), die Academy of Natural Sciences of Philadelphia (27. Oktober 1840), das Lyceum of Natural History New York (3. August 1846), die American Association for the Advancement of Science (20. September 1847) und die American Academy of Arts and Sciences (1847). In Deutschland war er Mitglied oder Ehrenmitglied des Geographischen Vereins zu Frankfurt am Main (21. März 1840), der Rheinischen Naturforschenden Gesellschaft in Mainz (18. Oktober 1838), der Pollichia (6. Oktober 1843), der Gesellschaft zur Beförderung der Naturwissenschaften zu Freiburg (26. Februar 1847), des Naturwissenschaftlichen Vereins in Hamburg (1. März 1852), der Gesellschaft für Erdkunde zu Berlin (4. April 1857), der Deutschen Akademie der Naturforscher Leopoldina (1864), des Botanischen Vereins für die Provinz Brandenburg und die angrenzenden Länder (Oktober 1879) und der Gesellschaft Deutscher Naturforscher und Ärzte. In die Linnean Society of London wurde er am 2. Mai 1878 aufgenommen.
Die University of Missouri verlieh Engelmann am 24. Juni 1875 den Titel eines Ehrendoktors der Rechte. Die Universität Würzburg ernannte ihn am 9. Juli 1881 anlässlich seines 50-jährigen Doktorjubiläums zum Ehrendoktor der Philosophie.
Die Academy of Science of St. Louis widmete ihre Sitzung am 1. Februar 1909 dem 100. Geburtstag ihres Mitbegründers und ersten Präsidenten. Der mit Engelmann befreundete Arzt Gustav Baumgarten (1837–1910) eröffnete den Abend mit einem Vortrag über Engelmanns Charakter. Es folgte Herbert Allen Wheelers (1859–1950) Vortrag über seine Beiträge zur Geognosie. Daran anschließend würdigte Francis Eugene Nipher (1847–1926) von der Washington University Engelmanns Arbeit auf dem Gebiet der Meteorologie. Den Abend beschloss William Trelease vom Missouri Botanical Garden mit seinem Vortrag über Engelmanns Beiträge zur Biologie.
Aus Anlass von Engelmanns 100. Todestag widmete der Missouri Botanical Garden das am 19. und 20. Oktober 1984 abgehaltene 31. jährliche Symposium für Systematik seinem Andenken. Im Sommer 2011 gab der Missouri Botanical Garden bekannt, dass George Engelmanns Hinterlassenschaft digital aufbereitet und der Öffentlichkeit zugänglich gemacht werden soll.
John Torrey und Asa Gray benannten George Engelmann zu Ehren die Pflanzengattung Engelmannia Torr. & A.Gray in der Familie der Korbblütengewächse. Weiterhin sind mehrere Pflanzenarten nach ihm benannt, beispielsweise die Engelmann-Fichte (Picea engelmannii), Agave engelmannii, Echinocereus engelmannii und Opuntia engelmannii. Charles Christopher Parry benannte nach Engelmann den im Clear Creek County gelegenen 4073 Meter hohen Engelmann Peak.
Im Jahr 2000 wurde vor dem Missouri Botanical Garden in St. Louis eine vom Künstler Paul T. Granlund (1925–2003) geschaffene Bronze-Büste aufgestellt.

### Nachlass und Briefwechsel
Nach eigenen Aufzeichnungen korrespondierte Engelmann mit 99 Briefpartnern im Ausland und 70 in den Vereinigten Staaten. Zu seinen ausländischen Briefpartnern zählten unter anderem Frédéric Albert Constantin Weber in Frankreich, Elias Magnus Fries in Schweden, Eduard August von Regel in Russland, Alexander von Humboldt in Deutschland und Alphonse Pyrame de Candolle in der Schweiz.
Engelmanns über 97.000 Belege umfassendes Herbarium übergab sein Sohn Georg Julius Engelmann 1892 dem Missouri Botanical Garden. Seine von 1836 bis 1882 reichenden meteorologischen Aufzeichnungen erhielt das U.S. Weather Bureau. Sie erweisen sich noch heute bei Langzeitstudien über das Wetter als nützlich.
Die am Missouri Botanical Garden aufbewahrten George Engelmann Papers bestehen aus etwa 5000 Briefen und 30 Schachteln mit botanischen Notizen. Weiteres Archivmaterial befindet sich im Gray Herbarium und an der Missouri Historical Society.

## Schriften (Auswahl)
Botanische
- De Antholysi Prodromus. Dissertatio inauguralis phytomorphologica. Frankfurt am Main 1832, (online).
- A Monography of North American Cuscutineae. In: American Journal of Science and Arts. Band 43, 1842, S. 333–345, (online).
- Catalogue of a collection of Plants made in Illinois and Missouri. by Charles A. Geyer; with critical remarks, &c. In: American Journal of Science and Arts. Band 46, 1844, S. 94–104, (online).
- Plantae Lindheimerianae: An Enumeration of the Plans collected in Texas, and distributed to Subscribers, by F. Lindheimer, with Remarks, and Descriptions of new Species, &c. In: Boston Journal of Natural History. Band 5, 1845, S. 210–264, (online). – mit Asa Gray
- Botanical Appendix. In: Friedrich Adolph Wislizenus: Memoir of a Tour to Northern Mexico: Connected with Col. Doniphan's Expedition, in 1846 and 1847. Tippin & Streeper, Washington 1848, S. 87–115, (online).
- [Cactaceae]. In: William Hemsley Emory: Notes of a Military Recomnoissance from Fort Leavenworth, in Missouri, to San Diego in California. Wendell & Benthuysen, Washington 1848, S. 155–159, (online).
- Systematic Arrangement of the Species of the Genus Cuscuta, with critical Remarks on old species and Descriptions of new ones. In: Transactions of the Academy of Science of St. Louis. Band 1, 1859, S. 453–523, (online).
- Notes on the Cereus giganteus of South Eastern California and some other Californian Cactaceae. In: American Journal of Science and Arts. 2. Folge, Band 14, 1852, S. 335–339, S. 446, (online).
- Further Notes on Cereus giganteus of Southeastern California, with a short account of another allied species of Sonora. In: American Journal of Science and Arts. 2. Folge, Band 17, 1854, S. 231–235, (online).
- Description Of The Cactaceae. In: Route near the thirty-fifth parallel explored by Lieutenant A. W. Whipple, Topographical Engineers, in 1853 and 1854. Band 4, Teil 5, Report Of The Botany Of The Expedition, B. Tucker, Washington 1856, S. 27–58, (online). – mit John Milton Bigelow
- Cactaceae of the Boundary. In: United States and Mexican Boundary Survey, under the Order of Lietu. Col. W. H. Emory, Major first Cavalry, and United States Commissioner. Band 2, Teil 1, Cornelius Wendell, Washington 1859, (online).
- Cactaceae. In: Report upon the Colorado River of the West, explored in 1857 and 1858 by Lieutenant Joseph C. Ives, Corps of Topographical Engineers under the direction of the Office of explorations and surveys, A. A. Humphreys, Captain Topographical Engineers, in charge; By order of the Secretary of War. United States Government Printing Office, Washington 1861, Botany, S. 12–14, (online).
- Euphorbiaceae. In: Report upon the Colorado River of the West, explored in 1857 and 1858 by Lieutenant Joseph C. Ives, Corps of Topographical Engineers under the direction of the Office of explorations and surveys, A. A. Humphreys, Captain Topographical Engineers, in charge; By order of the Secretary of War. Government Printing Office, Washington 1861, Botany, S. 26–27, (online).
- A Revision of the North American Species of the Genus Juncus, with a Description of new or imperfectly known Species. In: Transactions of the Academy of Science of St. Louis. Band 2, 1868, S. 424–498, S. 590, (online).
- Notes on the Genus Yucca. In: Transactions of the Academy of Science of St. Louis. Band 3. 1873, S. 17–64, (online).
- Notes on Agave. In: Transactions of the Academy of Science of St. Louis. Band 3, 1878, S. 291–322, (online).
- About the Oaks of the United States. In: Transactions of the Academy of Science of St. Louis. Band 3, 1876/1877, S. 372–400, S. 539–543, (online).
- The genus Isoetes in North America. In: Transactions of the Academy of Science of St. Louis. Band 4, 1882, S. 358–390, (online).
- The true Grape Vines of the United States. In: Bush & Son & Meissner: Illustrated Descriptive Catalogue of American Grape Vines. A Grape Growers' Manual. 3. Auflage. R. P. Studley & Co., St. Louis 1883, S. 9–20, (online).
- The Diseases of Grape Vines. In: Bush & Son & Meissner: Illustrated Descriptive Catalogue of American Grape Vines. A Grape Growers' Manual. 3. Auflage. R. P. Studley & Co., St. Louis 1883, S. 47–48, (online).
- William Trelease, Asa Gray (Hrsg.): The botanical works of the late George Engelmann, collected for Henry Shaw, esq. J. Wilson and Son, Cambridge (MA) 1887, (online). – Posthum

Meteorologische
- Fall of Rain in St. Louis During Twenty Three Years – 1839 to 1861. In: Transactions of the Academy of Science of St. Louis. Band 2, Nummer 1, 1861, S. 75, (online).
- Fall of Snow (melted) in St. Louis in 23 Years, from 1839 to 1861. In: Transactions of the Academy of Science of St. Louis. Band 2, Nummer 1, 1861, S. 76, (online).
- Fall of Rain (including melted Snow) in St. Louis, from 1839 to 1861. In: Transactions of the Academy of Science of St. Louis. Band 2, Nummer 1, 1861, S. 77–79, (online).
- Altitude of Pike's Peak and other points in Colorado Territory. In: Transactions of the Academy of Science of St. Louis. Band 2, Nummer 1, S. 126–133, (online).
- The mean and extreme daily Temperatures in St. Louis during forty seven years, as calculated from daily observations. In: Transactions of the Academy of Science of St. Louis. Band 4, 1883, S. 496–508, (online).

Sonstige
- Das Westland. Nordamerikanische Zeitschrift für Deutschland. Heidelberg 1837. – als Autor und Mitherausgeber